# أحمد يوسف (الأردن)
أحمد يوسف سياسي أردني شغل منصب الأمين الأول لحزب الشعب الديمقراطي الأردني «حشد» بعد سالم النحاس الذي أسسه مع تيسير الزبري عام 1993. استمر في منصبه حتى منتصف 2010، حيث تلته عبلة أبو علبة التي فازت بأغلبية المصوتين.